# Ormiański Kościół Ewangelicki
Ormiański Kościół Ewangelicki (orm. Հայ Աւետարանական Եկեղեցի) – zbiorcza nazwa licznych ormiańskich wyznań ewangelickich, biorących swój początek w Kościele protestanckim, założonym 1 lipca 1846 r. w Konstantynopolu w Turcji przez grupę reformatorsko nastawionych wiernych Apostolskiego Kościoła Ormiańskiego.

## Historia
W XIX wieku społeczność ormiańska w Konstantynopolu przeżywała okres przebudzenia intelektualnego i kulturalnego. W środowiskach inteligenckich powszechne stało się studiowanie Biblii. Pod patronatem ormiańskiego patriarchatu Konstantynopola utworzono instytut badawczy, którego głównym celem było kształcenie duchownych Apostolskiego Kościoła Ormiańskiego. Kierowanie instytutem powierzono Grigorowi Peszdimaldżjanowi, jednemu z czołowych intelektualistów tamtych czasów.
Jednym z rezultatów tego przebudzenia kulturalnego było powstanie stowarzyszenia pod nazwą „Unia Opieki”. Jego członkowie spotykali się w celu wspólnego studiowania Biblii. Podczas tych spotkań dyskutowano te elementy tradycji Apostolskiego Kościoła Ormiańskiego, które wydawały się stać w sprzeczności z literą Pisma Św. i proponowano ich zniesienie. Spotkało się to ze zdecydowanym sprzeciwem ze strony hierarchii Apostolskiego Kościoła Ormiańskiego. 
W 1846 r. Ormiański Patriarcha Konstantynopola zdecydował się ekskomunikować reformatorów. Ta decyzja zmusiła ekskomunikowanych do zorganizowania się w odrębną wspólnotę religijną, zwaną Miletem Protestanckim. W ten sposób powstał Ormiański Kościół Ewangelicki.

## Teraźniejszość
Współcześnie istnieją rozproszone po całym świecie liczne ormiańskie wyznania ewangelickie. Kościoły te skupione są w Ormiańskiej Światowej Radzie Ewangelickiej. Prócz niej istnieje siedem związków terytorialnych. 

### Ormiańskie Związki Ewangelickie
- Unia Ormiańskich Kościołów Ewangelickich Bliskiego Wschodu (UAECNE, zał. 1924);
- Ormiańska Unia Ewangelicka Ameryki Północnej (AEUNA, zał. 1971);
- Ormiańska Unia Ewangelicka Francji (AEUF, zał. 1924);
- Unia Ewangelickich Kościołów w Armenii (zał. 1995);
- Ormiańska Unia Ewangelicka Eurazji (zał. 1995);
- Ormiańskie Ewangelickie Stowarzyszenie Europy;
- Unia Ormiańskich Ewangelickich Stowarzyszeń w Bułgarii (zał. 1995).